# 맥스 휘틀록
맥스 앤서니 휘틀록 OBE(영어: Max Antony Whitlock OBE, 1993년 11월 30일~)은 영국의 전직 체조 선수로 주 종목은 안마이다. 올림픽 및 세계 선수권 대회에서 6개의 금메달을 포함한 14개의 메달을 획득했으며, 그는 영국 역사상 가장 위대한 체조 선수이자 체조 역사상 가장 위대한 안마 선수로 간주된다.

## 수훈
- 대영 제국 훈장 장교(OBE, 2022년 1월 1일)
- 대영 제국 훈장 구성원(MBE, 2016년 12월 31일)